# Triplaris
Triplaris  es un género de fanerógamas en la familia de Polygonaceae, con cerca de 25 especies distribuidas en América.

## Especies
- Triplaris abbreviata Rizzini
- Triplaris americana (L.) Pav. ex Meisn.
- Triplaris apetala Walp.
- Triplaris boliviana Britton ex Rusby
- Triplaris bonplandiana Wedd.
- Triplaris brachystachya (Benth.) Endl.
- Triplaris brasiliana Cham.
- Triplaris caracasana Cham.
- Triplaris caribensis (Pohl) Beetle
- Triplaris columbiana Meisn. in DC.
- Triplaris crenata Casar.
- Triplaris cumingiana Fisch. & C.A.Mey. ex C.A.Mey.
- Triplaris dugandii Brandbyge
- Triplaris intermedia Nash
- Triplaris macombii Donn.Sm.
- Triplaris melaenodendron (Bertero) Standl. & Steyerm.
- Triplaris paraguayensis D.Parodi
- Triplaris scandens (Vell.) Cocucci
- Triplaris siphonopetala H.Gross